# Niger op de Olympische Zomerspelen 2012
Niger nam deel aan de Olympische Zomerspelen 2012 in Londen, Verenigd Koninkrijk.

## Deelnemers en resultaten
(m) = mannen, (v) = vrouwen

### Atletiek
| Olympiër           | Onderdeel | Resultaat | Prestatie                       |
| ------------------ | --------- | --------- | ------------------------------- |
| Rabiou Guero Gao   | 1500m (m) | 42e       | serie 1: 14de in 4.05,46        |
|                    |           |           |                                 |
| Nafissa Souleymane | 100m (v)  | 70e       | voorronde serie 2: 6de in 12,81 |

### Boksen
| Olympiër       | Onderdeel | Resultaat | Prestatie                           |
| -------------- | --------- | --------- | ----------------------------------- |
| Moustapha Hima | -69kg (m) | 17e       | 1ste ronde: V van AUS Hammond: 6-13 |

### Judo
| Olympiër        | Onderdeel | Resultaat | Prestatie                                                                     |
| --------------- | --------- | --------- | ----------------------------------------------------------------------------- |
| Zakari Gourouza | -60kg (m) | 17e       | 1ste ronde: W van HON Godoy: waza-ari 2de ronde: V van RUS Galstjan: waza-ari |

### Roeien
| Olympiër             | Onderdeel | Resultaat | Prestatie |
| -------------------- | --------- | --------- | --- |
| Hamadou Djibo Issaka | skiff (m) | 33e       | serie 4: 5de in 8.25,56 herkansingen: 5de in 8.39,66 halve finale E/F: 4de in 9.07,99 finale F: 3de in 8.53,88 |

### Zwemmen
| Olympiër                 | Onderdeel          | Resultaat | Prestatie              |
| ------------------------ | ------------------ | --------- | ---------------------- |
| Nafissatou Moussa Adamou | 50m vrije slag (v) | 71e       | serie 1: 1ste in 37,29 |

Afghanistan · Albanië · Algerije · Amerikaanse Maagdeneilanden · Amerikaans-Samoa · Andorra · Angola · Antigua en Barbuda · Argentinië · Armenië · Aruba · Australië · Azerbeidzjan · Bahama's · Bahrein · Bangladesh · Barbados · België · Belize · Benin · Bermuda · Bhutan · Bolivia · Bosnië en Herzegovina · Botswana · Brazilië · Britse Maagdeneilanden · Brunei · Bulgarije · Burkina Faso · Burundi · Cambodja · Canada · Centraal-Afrikaanse Republiek · Chili · China · Chinees Taipei · Colombia · Comoren · Congo-Brazzaville · Congo-Kinshasa · Cookeilanden · Costa Rica · Cuba · Cyprus · Denemarken · Djibouti · Dominica · Dominicaanse Republiek · Duitsland · Ecuador · Egypte · El Salvador · Equatoriaal-Guinea · Eritrea · Estland · Ethiopië · Fiji · Filipijnen · Finland · Frankrijk · Gabon · Gambia · Georgië · Ghana · Grenada · Griekenland · Groot-Brittannië · Guam · Guatemala · Guinee · Guinee‑Bissau · Guyana · Haïti · Honduras · Hongarije · Hongkong · Ierland · IJsland · India · Indonesië · Irak · Iran · Israël · Italië · Ivoorkust · Jamaica · Japan · Jemen · Jordanië · Kaaimaneilanden · Kaapverdië · Kameroen · Kazachstan · Kenia · Kirgizië · Kiribati · Koeweit · Kroatië · Laos · Lesotho · Letland · Libanon · Liberia · Libië · Liechtenstein · Litouwen · Luxemburg · Macedonië · Madagaskar · Malawi · Maldiven · Maleisië · Mali · Malta · Marshalleilanden · Marokko · Mauritanië · Mauritius · Mexico · Micronesië · Moldavië · Monaco · Mongolië · Montenegro · Mozambique · Myanmar · Namibië · Nauru · Nederland · Nepal · Nicaragua · Nieuw-Zeeland · Niger · Nigeria · Noord-Korea · Noorwegen · Oeganda · Oekraïne · Oezbekistan · Oman · Oostenrijk · Oost-Timor · Pakistan · Palau · Palestina · Panama · Papoea-Nieuw-Guinea · Paraguay · Peru · Polen · Portugal · Puerto Rico · Qatar · Roemenië · Rusland · Rwanda · Saint Kitts en Nevis · Saint Lucia · Saint Vincent en Grenadines · Salomonseilanden · Samoa · San Marino · Sao Tomé en Principe · Saoedi-Arabië · Senegal · Servië · Seychellen · Sierra Leone · Singapore · Slovenië · Slowakije · Soedan · Somalië · Spanje · Sri Lanka · Suriname · Swaziland · Syrië · Tadzjikistan · Tanzania · Thailand · Togo · Tonga · Trinidad en Tobago · Tsjaad · Tsjechië · Tunesië · Turkije · Turkmenistan · Tuvalu · Uruguay · Vanuatu · Venezuela · Verenigde Arabische Emiraten · Verenigde Staten · Vietnam · Wit-Rusland · Zambia · Zimbabwe · Zuid-Afrika · Zuid-Korea · Zweden · Zwitserland · Onafhankelijke atleten